# Resolución 1248 del Consejo de Seguridad de las Naciones Unidas
La resolución 1248 del Consejo de Seguridad de las Naciones Unidas, adoptada sin votación el 25 de junio de 1999, después de examinar la solicitud de la República de Kiribati para la membresía en las Naciones Unidas, el Consejo recomendó a la Asamblea General que Kiribati fuese admitida.